# Alexis Colby
Alexis Colby (geboren Alexis Morell) is een personage uit de Amerikaanse soapserie Dynasty. De rol werd vertolkt door actrice Joan Collins. Het personage werd geïntroduceerd in de laatste aflevering van het eerste seizoen in de laatste scène, maar het gezicht was nog niet zichtbaar en Alexis had nog geen tekst. In 1991 nam ze de rol opnieuw op voor de miniserie Dynasty: The Reunion. Hoewel haar huwelijk met Cecil Colby het kortste was, hij trouwde met haar op zijn sterfbed, wordt ze meestal als Alexis Colby aangesproken. Filmlegende Sophia Loren kreeg de rol eerst aangeboden, maar wees deze af.